# سرخیو براوو
سرخیو براوو (اسپانیایی: Sergio Bravo‎؛ زادهٔ ۲۷ نوامبر ۱۹۲۷) بازیکن فوتبال اهل مکزیک بود.
از باشگاه‌هایی که در آن بازی کرده‌است می‌توان به باشگاه فوتبال لئون و باشگاه فوتبال تیگرس اونال اشاره کرد.
وی همچنین در تیم ملی فوتبال مکزیک بازی کرده‌است.